# Cupania guatemalensis
Cupania guatemalensis är en kinesträdsväxtart som först beskrevs av Porphir Kiril Nicolai Stepanowitsch Turczaninow, och fick sitt nu gällande namn av Ludwig Radlkofer. Cupania guatemalensis ingår i släktet Cupania och familjen kinesträdsväxter. Inga underarter finns listade i Catalogue of Life.